# محمد بن عيد العتيبي
محمد بن عيد الغربي العتيبي مساعد رئيس الاستخبارات السعودية السابق كان عسكري و حصل على رتبه فريق حتى تقاعده. بناءً على لقائه في برنامج السطر الأوسط للمذيع مالك الروقي على قناة MBC، كشف عن إصابته في ساقه الأيسر خلال تحرير القوات السعودية للحرم المكي في حادثة جهيمان. وتعرضه لمحاولة اغتيال في أفغانستان وتحديدا بوادي بانشير و قيد الفاعل بأنه مجهول حتى الآن وعزا سبب استهدافه إلى موجه استهداف لدبلوماسيين من جميع الجنسيات في تلك الفترة بأفغانستان.
نال درجة الدكتوراه بتقدير امتياز مع مرتبة الشرف الأولى عن رساله عنوانها: الفلسفة الاستراتيجية: حرب الخليج الثانية آثارها على الأمن العربي. ومن مؤلفاته كتاب إدارة الأزمات والتفاوض في القرن 21 وصدر عام 2003.

## المناصب
- قائد القوات الخاصة والقناصة في تحرير الحرم المكي من هجوم جهيمان. [3]
- أحد القادة المشاركين في تحرير الكويت.
- 1992 م سفير السعودية في أفغانستان.
- 1416هـ - 1996م سفير السعودية في الجزائر، وفيها أسس مدرسة لتعليم اللغة العربية بالجزائر.